# تنصير الإمبراطورية الرومانية حسب انتشار المبتكرات
من خلال عدسة نشر المبتكرات، وهي نظرية اجتماعية شاعها إيفرت روجرز في عام 1962. انتشار المبتكرات هو عملية اتصال تحدث بمرور الوقت بين من هم داخل النظام الاجتماعي، وتشرح كيف ولماذا ومتى تنتشر الأفكار (والتكنولوجيا) الجديدة. في هذه النظرية، يعتمد نجاح المبتكر أو فشله على خصائص المبتكر نفسه، والمتبنين، وقنوات الاتصال المستخدمة، والوقت، والنظام الاجتماعي الذي يحدث فيه كل شيء.
في القرون الثلاثة الأولى للإمبراطورية، ابتعد المجتمع الروماني عن الشرك لتبني المبتكر الديني للمسيحية التوحيدية. بدلًا من شرح ذلك من خلال الأحداث السياسية والاقتصادية، ركز هذا النهج على قوة التفاعلات الاجتماعية البشرية باعتبارها محركات للتغيير المجتمعي. يجمع هذا بين فهم الأيديولوجية المسيحية، وفائدة الدين، وتحليل الشبكات الاجتماعية، وبيئتها. في حين أن هناك تفسيرات بديلة لتنصير الإمبراطورية الرومانية، مع مستويات مختلفة من الدعم من الدراسات المعاصرة، يوضح هذا النهج أن التغيير الثقافي والديني للإمبراطورية الرومانية المبكرة يمكن فهمه على أنه النتيجة التراكمية لسلوكيات فردية متعددة.
اعتمِدت المسيحية بسرعة نسبية. يمكن أن تفسر خمس سمات للانتشار السرعة التي حدث بها ذلك: أولًا، إذا نُظر إلى المبتكر على أنه يتمتع بميزة نسبية على ما يحل محله، فيجري تبنيه بسرعة أكبر. يمكن العثور على الميزة النسبية للمسيحية على منافسيها المختلفين في إيثارها، وقبولها لأولئك الذين ليس لديهم وضع الروماني، ونوع الشبكة المحددة التي شكلتها. ثانيًا، يؤثر توافق المبتكر مع الناس أو المجتمع أو الثقافة التي يتعايش معها على معدل التبني. لم تكن المسيحية متوافقة بشكل كبير مع الشرك الروماني، لكنها كانت متوافقة مع اليهودية الموجودة في مجتمعات الشتات. كما أن تعقيدها مهم أيضًا، حيث يحدث التبني ببساطة بشكل عام وأسرع، والشمولية المسيحية جعلتها بسيطة نسبيًا. السمة التالية، الاختبارية، تتعلق بمدى السماح للمبتكر بالوصول إلى المعلومات الخاصة به قبل أن يصبح شخص ما عضوًا كامل العضوية، وقد سمحت عملية التحول في المسيحية المبكرة بفترة مرنة للاختبارية. السمة الأخيرة التي تؤثر على سرعة التبني هي إمكانية الملاحظة، لأنه من المرجح أن يتحول شخص إذا اعتقد أنه قد رأى النتائج. تًمثل النتائج في من تبناها، وفي التغييرات الاجتماعية، مثل الإحسان والاستشهاد، التي ساعد هؤلاء المتبنون المختلفون في إنشائها. تتفاعل هذه الصفات ويُحكم عليها ككل. على سبيل المثال، قد يكون المبتكر معقدًا للغاية، مما يقلل من احتمالية اعتماده ونشره، ولكنه قد يكون أيضًا متوافقًا للغاية، مما يمنحه ميزة أكبر مقارنة بالأدوات الحالية، بحيث على الرغم من مشاكل محددة، يعتمد المتبنون المحتملون المبتكر على أي حال.
يشرح عالم الاجتماع إي. إيه. جادج التنصير من خلال هذه النظرة الاجتماعية على أنه حَدَث نتيجة للمزيج القوي من الأفكار الجديدة التي قدمتها المسيحية، والتأثير الاجتماعي للكنيسة، والتي يقول إنها شكلت النقطة المحورية المركزية للتحول الديني لروما.

## نظرية الشبكة وانتشار المبتكرات باعتبارها نهجًا
في أوائل الإمبراطورية الرومانية، بدأت المسيحية بأقل من 1000 شخص. نمت بسرعة، على الرغم من المنافسة الشديدة والمستمرة بين كل من الشرك التقليدي والطوائف والعقائد البديلة. شملت ما يقرب من 200,000 شخص بحلول نهاية القرن الثاني، مما أدى إلى تسريع نموها بشكل كبير في القرن الثالث، وحققت أغلبية ضئيلة بمقدار 350. أصبحت هذه التغييرات الدينية مثالًا مدروسًا عن كيفية عمل الشبكات في العالم الحقيقي.
ينصب التركيز على التفاعلات البشرية باعتبارها محركات للتغيير. يميل الناس إلى تكوين مجموعات صغيرة، على أسس اجتماعية، مع أولئك الذين يشاركونهم شيئًا مشتركًا. يمكن بعد ذلك النظر إلى التغيير المجتمعي على أنه نوع من التولد -السلوك الجماعي الذي ينتج عن الأفراد كأجزاء من النظام يفعلون معًا ما لا يفعلونه بمفردهم- فقد كانت المسيحية «منظمة ذاتيًا»، وموزعة بعيدًا عن أي سلطة مركزية، وقائمة على أسباب مشتركة.
عندما تتصل مجموعات صغيرة بمجموعات أخرى بناءً على المعلومات المشتركة، تقول عالمة الآثار آنا كولار تتشكل الشبكات. تُصوَّر هذه الشبكات بنقاط، تسمى العقد، وتمثل كل عقدة مجموعة صغيرة فردية، مترابطة بخطوط تسمى الأضلاع، تشكل قنوات الاتصال بينهما.
عندما تتواصل مجموعات من الأشخاص ذوي أساليب الحياة المختلفة مع بعضهم البعض، ويتفاعلون ويتبادلون الأفكار والممارسات، يحدث «الانتشار الثقافي». الانتشار هو عملية اجتماعية تنشر الأفكار والممارسات الجديدة. إنها الطريقة الأساسية التي تتغير بها المجتمعات؛ (وهو يختلف عن الاستعمار الذي يفرض عناصر الثقافة الأجنبية على المجتمع).
لا يمكن أن يحدث الانتشار إلا داخل النظام الاجتماعي، وبالتالي فإن البنية الاجتماعية الراسخة لهذا النظام تؤثر على انتشار المبتكر. بدلًا من الحكم على المبتكر بناءً على صفاته، يعتبر نجاح نشر المبتكر مؤشرًا على ارتباط هيكل الشبكة الذي يقع فيه: سواء كان ذلك المجتمع «ضعيفًا» أو «مستقرًا» فيما يتعلق بهذا المبتكر بالذات. يمكن النظر إلى نجاح المسيحية على أنه مؤشر على ترابط المجتمع الروماني وقابليته للتأثر بالمبتكر.

## المبتكر
انتشار المبتكر هو نوع خاص من التواصل يركز على الأفكار الجديدة. حداثة الفكرة هي ما يضفي عليها طابعها الخاص. المبتكر هو فكرة أو ممارسة أو هدف ينظر إليه على أنه جديد من قبل الشخص الذي يفكر في تبنيه. لا يهم ما إذا كان جديدًا من الناحية الموضوعية أم لا؛ ولا يهم إلا إذا اعتبره الفرد الذي يفكر في التبني جديدًا. يجب أن ينطوي المبتكر الديني الحقيقي على تغيير كبير -مثل التحول من تعدد الآلهة إلى التوحيد- على نطاق واسع. تجادل عالمة الآثار آنا كولار أنه على الرغم من أن «الحجة الفلسفية لإله واحد كانت معروفة جيدًا بين النخبة الفكرية،... يمكن تسمية التوحيد بالمبتكر الديني داخل بيئة الشرك الإمبراطوري».
يحدث اعتماد المبتكر على مراحل. تُمثل هذه المراحل بأنواع مختلفة من الأشخاص الذين تبنوها، سواء فعلوا ذلك مبكرًا أو متأخرًا، مما يشير إلى أن الناس لديهم درجات مختلفة من القابلية للمبتكرات. في القرون الثلاثة الأولى، أظهرت المسيحية المبتكرين والمتبنين الأوائل والأغلبية المبكرة. (هناك فئتان لاحقتان منذ القرن الرابع وحتى السابع تسمى الأغلبية المتأخرة والمتقاعسون).
بالتالي، فإن معدل عملية صنع القرار للفرد هو عامل في نجاح المبتكر. التباين بين استجابات الناس يخلق منحنى توزيع طبيعي. تشرح كولار، «هناك نقطة على المنحنى تمثل جوهر عملية الانتشار:(نقطة التحول)». يحدث هذا «التحول» بين تبني 10 في المئة وتبني 20 في المئة. يقول عالم الاجتماع الأمريكي إيفرت روجرز: «بعد هذه النقطة، غالبًا ما يكون من المستحيل وقف نشر فكرة جديدة، حتى لو رغب المرء في ذلك». حققت المسيحية نقطة التحول هذه، (سميت الكتلة الحرجة) في المئة عام بين 150 إلى 250 عندما انتقلت من أقل من 50,000 معتنق إلى أكثر من مليون. يتفق العلماء عمومًا على أن هناك ارتفاعًا كبيرًا في العدد المطلق للمسيحيين في بقية القرن الثالث. قدم هذا عددًا كافيًا من المتبنّين لها لتكون مكتفية ذاتيًا وتخلق مزيدًا من النمو، وبالتالي ترسخت المسيحية باعتبارها مبتكرًا ناجحًا في الإمبراطورية الرومانية.